# Sven Söderblom
Sven Söderblom, född 24 januari 1898, död i maj 1976 i San Francisco, var en svensk officer och frivillig i tysk krigstjänst. Han var son till Nathan Söderblom och Anna Forsell, och bror till bland andra Helge, Staffan och Jon Olof Söderblom.
Sven Söderblom var officer vid Upplands regemente. Under första världskriget sökte han tjänst som officersvolontär vid 4. preussiska artilleriregementet för att delta i striderna på västfronten. Efter kriget återvände han till Upplands regemente, men tog avsked 1921. Han emigrerade till USA 1923, där han vistades fram till sin död.  
Sven Söderblom är begravd på Uppsala gamla kyrkogård.